# Argyrosomus heinii
Argyrosomus heinii är en fiskart som först beskrevs av Franz Steindachner 1902.  Argyrosomus heinii ingår i släktet Argyrosomus och familjen havsgösfiskar. Inga underarter finns listade i Catalogue of Life.